# Epanterias amplexus
Epanterias amplexus (Cope, 1878) era un dinosauro teropode della famiglia degli Allosauridi, vissuto durante il tardo Giurassico nell'attuale Nord America. Furono in assoluto i più grandi predatori del loro tempo, nonché gli allosauridi di maggiori dimensioni, avendo un peso compreso tra le 3,9 e le 5 tonnellate e una lunghezza di 12,1 metri.
Il genere è stato istituito in base ai resti dell'animale, consistenti in tre vertebre, un coracoide e parte del metatarso custoditi all'American Museum of Natural History col nome di reperto n° 5767.

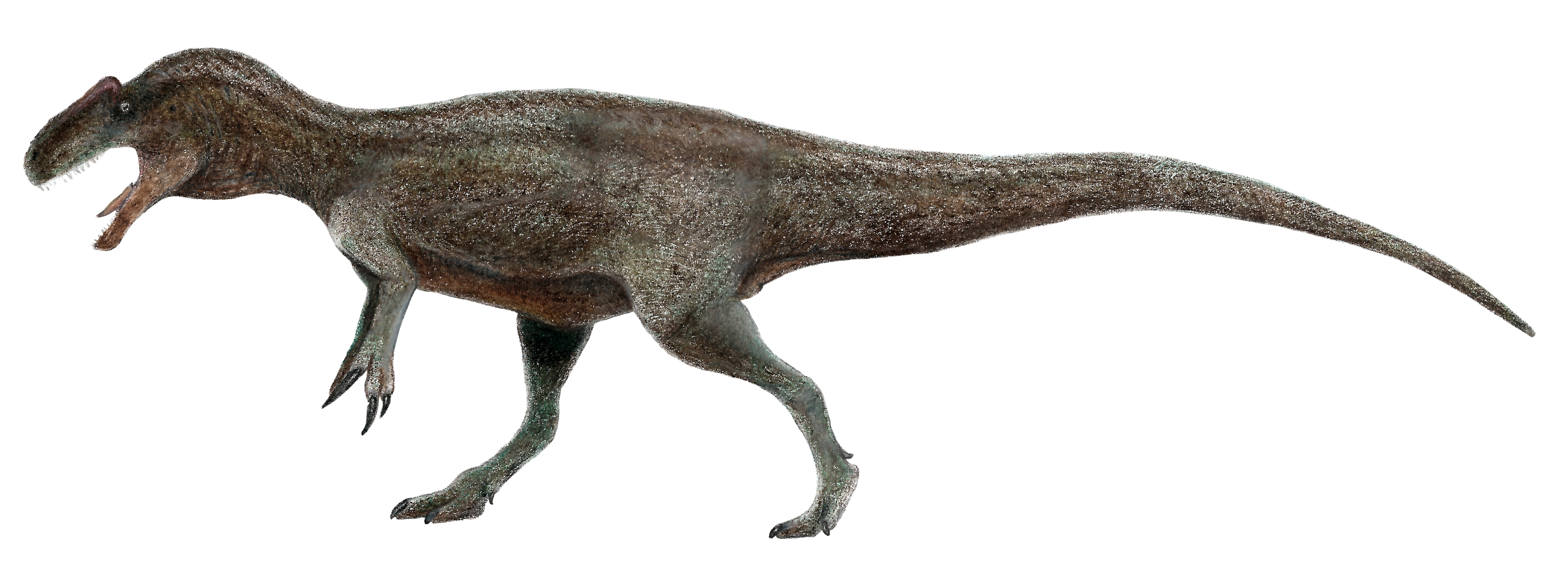

Stando alle informazioni deducibili dai resti ritrovati, è stato ipotizzato che questi animali misurassero in vita oltre dodici metri di lunghezza, ossia quasi quanto un adulto di Tyrannosaurus rex, rispetto al quale dovevano tuttavia essere più snelli e slanciati, pesando al massimo cinque tonnellate. Tale taglia permetteva loro di cacciare prede di dimensioni medio-grandi, dagli stegosauri ai grossi sauropodi.
Edward Drinker Cope, lo scopritore dei fossili di questo dinosauro, in un primo momento pensò di avere a che fare con un sauropode: tuttavia, in seguito, fu dimostrato che si trattava di un teropode a tutti gli effetti.

Nel 1988, il paleontologo Gregory S. Paul riclassificò il materiale scoperto da Cope come appartenente ad un allosauride, in particolare egli ritenne opportuno classificare la specie come Allosaurus amplexus, mentre contemporaneamente altri autori e studiosi contestavano l'esistenza stessa di un genere od una specie a sé stanti in base ai pochi resti ritrovati, pensando fosse più giusto parlare di un grosso esemplare di Allosaurus fragilis.